# Mamulan
Mamulan – miasto w Iranie, w ostanie Lorestan. W 2016 roku liczyło 7656 mieszkańców.